# Ura (Szabolcs-Szatmár-Bereg)
Ura es un pueblo ubicado en el distrito de Csenger, en el condado de Szabolcs-Szatmár-Bereg, Hungría.

## Superficie
Posee una superficie de 32,34 kilómetros cuadrados.

## Demografía
Hasta 2019 la población era de 602 habitantes, con una densidad de población de 18,61 habitantes por kilómetro cuadrado.